# Tomás Jocelyn-Holt
José Tomás Jocelyn-Holt Letelier (Santiago, 16 de enero de 1963) es un egresado de Derecho y político chileno, exmilitante de la Democracia Cristiana hasta 2012 y diputado entre 1994 y 2002. Fue candidato Independiente en la elección presidencial de 2013, donde obtuvo el 0,19 % de los votos, equivalentes a 12 830 sufragios, la menor votación obtenida hasta la fecha por un candidato presidencial desde el regreso a la democracia en Chile.
Actualmente se encuentra en búsqueda de firmas digitales para volver a ser candidato Presidencial 

## Biografía
Es el menor de los tres hijos del exfuncionario del BID, Alfredo Jocelyn-Holt Paúl, e Inés Letelier Saavedra. Tiene dos hermanos, uno economista, Enrique —que vive en Estados Unidos— y el historiador, Alfredo Jocelyn-Holt.
Es tataranieto del expresidente José Manuel Balmaceda, bisnieto de los hermanos diputados Pedro Segundo Letelier Silva y Ricardo Letelier Silva y sobrino nieto del senador y presidente del Senado Guillermo Pérez de Arce Plummer. Además, es sobrino nieto del expresidente Carlos Ibáñez del Campo.
Se ha casado dos veces. En primeras nupcias, contrajo matrimonio con María Isabel Saval Bravo. Su segunda y actual cónyuge es Morin Eidelstein Areces, con quien tiene dos hijas, Ashley y Alexa.

## Estudios y carrera profesional
Vivió doce años fuera de Chile. Primero en Nicaragua (1964-1966), y diez años en Estados Unidos (1966-1976), donde cursó sus estudios primarios principalmente en Bethesda, Maryland, en el Somerset Elementary School y Western Junior High School, actualmente conocido como Westland Middle School y donde también asistió la presidenta chilena Michelle Bachelet. Terminó sus estudios secundarios en 1979 en Santiago de Chile, en el International School Nido de Águilas y en el Colegio de los Sagrados Corazones de Manquehue.
Estudió Derecho en la Universidad Católica de Chile, donde fue presidente de la Federación de Estudiantes (FEUC) por dos períodos entre 1985 y 1986.
Ha sido asesor en temas regulatorios de universidades, empresas del sector eléctrico, telecomunicaciones y pesquero (2002-2008), dentro y fuera del país. Fue también asesor internacional del Ministro de Hacienda de Chile, en las materias del World Economic Forum (2007) y la Iniciativa Transpacífica (2008-2009). También, se desempeñó como consultor asociado del Centro Latinoamericano para las Relaciones con Europa (CELARE) en Santiago y consejero de GiroPaís, corporación que busca innovar en políticas públicas y en el uso de nuevas tecnologías para el intercambio (2008).
Fue miembro del Consejo Editorial del diario La Época (1990-1992) y columnista de revista Ercilla (1989-1993). Fue gerente general de la Editorial Aconcagua, editora de diversas obras críticas a la dictadura militar (1987-1989).

## Carrera política

### Inicios y diputado

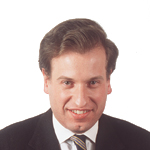
Foto oficial de Jocelyn-Holt como diputado.

Durante la época universitaria, se interesó por la labor docente y en el año 1983 trabajó como ayudante del Curso de Derecho Administrativo, en la Cátedra del profesor Jorge Precht P. Durante los años 1980 y 1981, trabajó en el estudio jurídico "Letelier, Munita y Cía."; más adelante, en 1983, se ocupó en el estudio de "Carey y Cía." Durante esta época comenzó a manifestar sus inquietudes políticas y su interés en la participación política. En los años 1985 y 1986 fue elegido presidente de la Federación de Estudiantes de la Universidad Católica de Chile, FEUC; fue el primer presidente electo, después de 13 años de receso. En 1988 fue elegido secretario ejecutivo de la Alianza Democrática, hasta 1988, cuando se fundó la Concertación de Partidos por la Democracia. Paralelamente, ejerció otras actividades, relacionadas con los medios informativos. Entre 1987 y 1988 fue nombrado gerente general de la Editorial Aconcagua; luego, en 1990 a 1992, fue miembro del consejo editor del diario "La Época" y columnista de la revista "Ercilla", en los años 1989 y 1993. Participó como panelista estable del programa "A eso de...", dirigido por Jaime Celedón, donde fue testigo del escándalo político conocido como «Piñeragate», el cual llevó al fin del programa.
Fue diputado en los períodos 1994-1998 y 1998-2001 por el distrito 24, que agrupa a las comunas de La Reina y Peñalolén. En su segundo periodo, integró el directorio de Parlamentarians for Global Action (2000-2002). En 1998 encabezó un grupo de diputados PDC (con Andrés Palma, Zarko Luksic, Gabriel Ascencio y Mario Acuña) que presentó la acusación constitucional contra el Comandante en Jefe del Ejército, general Augusto Pinochet, previo a los procedimientos de extradición entre Londres y Madrid y tuvo activa participación en la acusación constitucional contra el Presidente de la Corte Suprema, Servando Jordán (1997), ambas rechazadas por la Cámara de Diputados en votaciones estrechas. 
También se desempeñó como vicepresidente del Partido Demócrata Cristiano (PDC) bajo la presidencia de Alejandro Foxley (1994-1997), y como secretario internacional del mismo partido durante la gestión de Adolfo Zaldívar entre el 2002-2006. Fue uno de los encargados internacionales de la candidatura presidencial de Michelle Bachelet (2005).

### Salida del PDC y candidaturas

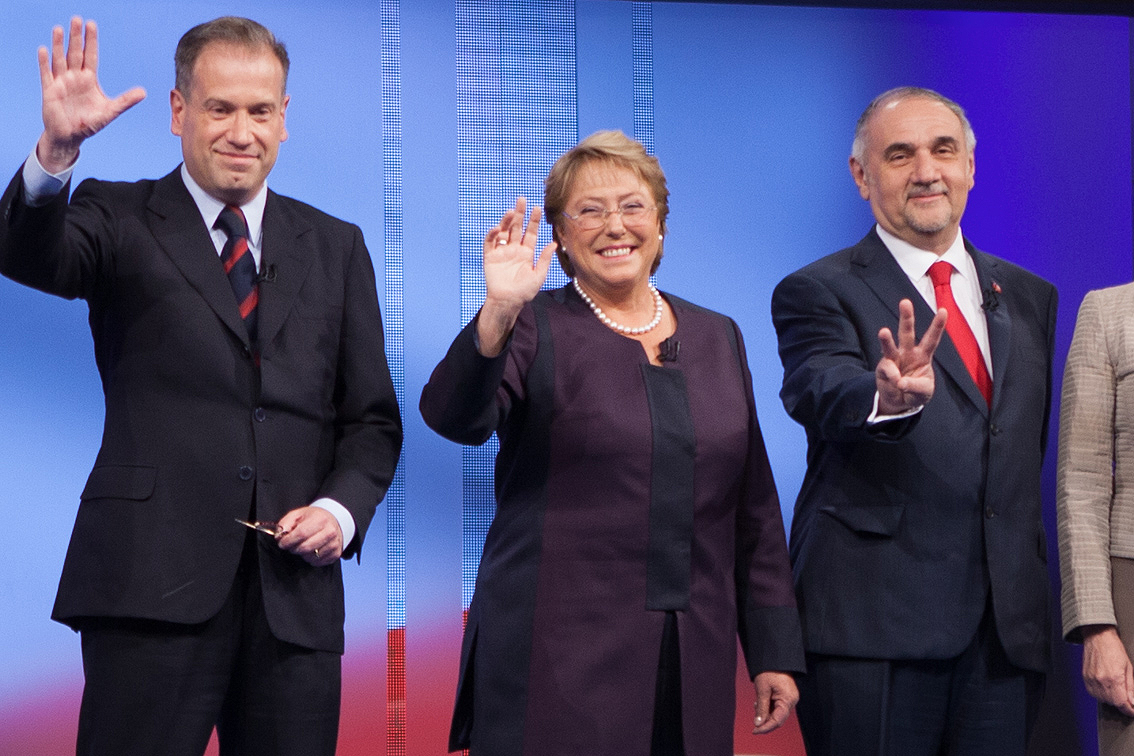
Tomás Jocelyn-Holt junto a Michelle Bachelet y Ricardo Israel en un debate de la elección presidencial de 2013.

En las elecciones parlamentarias de Chile de 2009, postuló como candidato a senador por la Circunscripción 14 (Región de la Araucanía-Norte), en las que no resultó elegido senador. Fue vicepresidente de la Internacional Demócrata de Centro.
El 18 de enero de 2012, el partido ChilePrimero (CH1, actual Partido Liberal), lo proclamó como candidato presidencial para las elecciones de 2013. El 1 de febrero de 2012 presentó su renuncia al PDC.[cita requerida] CH1 le retiró su apoyo el 9 de diciembre de ese año, por sus diferencias con la dirigencia del partido. A pesar de ello, Jocelyn-Holt no bajó su candidatura, y logró recolectar las firmas necesarias para inscribirla de forma independiente, cuestión que hizo el 19 de agosto de 2013.
En la elecciones presidenciales de 2013 obtuvo un 0,19 % (equivalente a 12 742 votos válidamente emitidos), convirtiéndolo en el candidato con la menor votación en toda la historia republicana del país. Su resultado electoral también se transformó en el más bajo desde el retorno a la democracia, desplazando a Arturo Frei Bolívar, que hasta esta fecha había conseguido la peor votación de la historia en la elección presidencial de 1999, en la cual obtuvo el 0,38 % de los votos equivalentes a 26 812 sufragios. Sólo es superado por Carlos Ibáñez del Campo, su tío abuelo, quien había retirado su postulación en 1938, pero que aun así consiguió el 0,03% de las preferencias.
A fines de noviembre de 2013, la sección «El Polígrafo» del diario El Mercurio publicó una nota acerca de supuestas irregularidades en la obtención de las firmas que permitieron a Jocelyn-Holt y a Franco Parisi inscribir sus candidaturas independientes. Días más tarde, en la prensa se dieron a conocer casos de personas que aparecían en los registros como firmantes por ambos candidatos, pero que alegaban no haberlo hecho. El 11 de diciembre, la Corte de Apelaciones de Santiago confirmó que había a lo menos dos firmas fraudulentas en la investigación realizada a una notaría de Santiago que autorizó firmas para Jocelyn-Holt.
En noviembre de 2016 manifestó su intención de postularse por segunda vez a la Presidencia en una entrevista con La Nación, para la elección presidencial de 2017, sin embargo declinó dicha opción en agosto de 2017, tras no reunir las firmas necesarias para una candidatura independiente.
En 2018 protestó en contra de una ordenanza municipal de Las Condes que prohibía a las personas fumar en plazas y parques de la comuna. En un acto que tildó de desobediencia civil, fumó su pipa en una plaza y recibió una multa por infringir la norma. Como se negó a pagar la multa, la pena fue reemplazada por la medida de reclusión nocturna durante 15 noches. Jocelyn-Holt también interpuso un recurso de protección contra la medida, el que fue acogido por la Corte de Apelaciones de Santiago. Sin embargo, la Corte Suprema revocó la decisión y ratificó la ordenanza.
El 29 de marzo de 2021 anunció su intención de postular por tercera vez y comentó que lo hace "no solamente por un altruismo angelical", sino que también porque considera indispensable "darle liderazgo a Chile y demostrar que el eje derecha-izquierda no resiste más”. Nuevamente no alcanzó a reunir las firmas necesarias.

## Historial electoral

### Elecciones parlamentarias de 1993
- Elecciones parlamentarias de Chile de 1993, para el Distrito 24, La Reina y Peñalolén, Región Metropolitana de Santiago[21]

### Elecciones parlamentarias de 1997
- Elecciones parlamentarias de Chile de 1997, para el Distrito 24, La Reina y Peñalolén, Región Metropolitana de Santiago[22]

### Elecciones parlamentarias de 2001
- Elecciones parlamentarias de Chile de 2001, para el Distrito 24, La Reina y Peñalolén, Región Metropolitana de Santiago[23]

### Elecciones parlamentarias de 2009
- Elecciones parlamentarias de Chile de 2009 por la Circunscripción 14, Araucanía Norte[24]

### Elecciones presidenciales de 2013
- Elecciones presidenciales de 2013, para la Presidencia de la República, primera vuelta.

Considera 41 321 mesas escrutadas (99,93 %) de un total nacional de 41 349 (SERVEL).